# Tipula satyr
Tipula satyr är en tvåvingeart som beskrevs av Alexander 1915. Tipula satyr ingår i släktet Tipula och familjen storharkrankar. Inga underarter finns listade i Catalogue of Life.